# George Horvath
George Horvath   (Danderyd, 14 de març de 1960 - Växjö, 3 de maig de 2022) fou un pentatleta suec que va competir durant les dècades de 1970 i 1980.
El 1980 va prendre part en els Jocs Olímpics d'Estiu de Moscou, on disputà dues proves del programa de pentatló modern. Junt a Svante Rasmuson i Lennart Pettersson guanyà la medalla de bronze en la competició per equips, mentre en la competició individual fou novè.
En el seu palmarès també destaca el campionat suec de pentatló modern de 1979.